# 水晶公園
水晶公園（西班牙語：Parque Cristal）是位於委內瑞拉首都加拉加斯的一座辦公和娛樂建築，建築高103米，有18層樓，於1977年建成，已成為該市著名的地標。